# Ernst Gabriel
Ernst Gabriel (* 6. Januar 1902 in Bremen; † 6. Januar 1974) war ein deutscher Politiker (SPD) aus Bremen. Er war Mitglied der Bremischen Bürgerschaft. 

## Biografie

### Ausbildung und Beruf
Gabriel war als Oberwerkmeister in Bremen tätig. 

### Politik
Gabriel war Mitglied der SPD in Bremen.
Er war von 1952 bis 1967 für die SPD 15 Jahre lang Mitglied der Bremischen Bürgerschaft und in verschiedenen Deputationen und Ausschüssen der Bürgerschaft tätig. 